# Пресс, Михаил Исаакович
Михаил (Моисей) Исаакович Пресс, также известный как Майкл Пресс (29 августа 1871, Вильно, Российская империя — 22 декабря 1938, Лансинг, США) — русский и американский скрипач, дирижер и музыкальный педагог.

## Биография
Михаил Исаакович Пресс (при рождении Моисей Ицкович Прес) родился 29 августа (по старому стилю) 1871 года в Вильне, в семье Ицика Мовшевича Преса (1848—1889) и Соры-Ривки Гдальевны Прес (1849—?). Начал играть на скрипке в возрасте восьми лет в Вильно. Его первое публичное выступление состоялось в возрасте десяти лет. Учился у дирижёра и педагога Василия Эбана. В возрасте тринадцати лет он был концертмейстером в Оперном театре Вильно. Семья в это время жила уже в Рудомине. В течение нескольких лет он был дирижёром оперной труппы Каратаева, выступавшей с гастролями по всей России.
Пресс поступил в Московскую консерваторию в 1897 году, изучал игру на скрипке у И. В. Гржимали. Окончил консерваторию с золотой медалью в 1899 году. В 1901 году совершенствовался в Бельгии у Э. Изаи, в дальнейшем играл с ним дуэтом. С 1901 по 1904 год он был профессором консерватории Московского филармонического общества. Играл в камерных ансамблях и в 1905 году организовал Русское трио — фортепианное трио, в которое также входила его жена, пианистка В. И. Маурина (1876—1969) и его брат, виолончелист И. И. Пресс. В 1906—1914 годах жил в Берлине, выступал с гастролями в разных странах.
С 1915 по 1918 год Пресс преподавал в Московской консерватории, сменив на этом посту профессора скрипки Ивана Гржимали. После Октябрьской революции эмигрировал в Германию, затем в Гётеборг (Швеция), где он дирижировал Гётеборгским симфоническим оркестром в течение двух лет.
Пресс вместе со своим братом эмигрировал в США и дебютировал в 1922 году. Он устроился на факультет скрипки в Кёртисовский институт музыки в 1924 году, затем в течение года был помощником Карла Флеша. В 1920-х годах он был членом Трио старых мастеров с виолончелистом Лео Шульцем. Преподавал в Мичиганском государственном колледже в Ист-Лансинге в 1928—1938 годах. Пресс был также композитором и дирижёром. Он был приглашённым дирижёром Филадельфийского оркестра и Бостонского симфонического оркестра.
Среди его учеников были Вадим Борисовский, Евгений Месснер, Дороти Делэй и Мэри Кэнберг.
Прессу посвящён первый концерт для скрипки с оркестром Павла Юона (1909).

## Семья
Сестра — Мария Исааковна Пресс (в замужестве Николаевская, 1882—1966), была с 16 июня 1909 года замужем за военным дирижёром Файвушем Иоселевичем (Фёдором Иосифовичем) Николаевским. Племянник — Иосиф Фёдорович Николаевский (1913—2000), профессор Московского инженерно-физического института (МИФИ).

## Дискография
- Johan Halvorsen: Passacaglia on a Theme of Handel — The Dawn of Recording: The Julius Block Cylinders; Michael Press (violin), Joseph Press (cello); Marston Records C198